# Dading
Dading es una serie de televisión filipina transmitida por GMA Network desde el 23 de junio hasta el 10 de octubre de 2014. Está protagonizada por Gabby Eigenmann, Glaiza de Castro, Benjamin Alves y Chynna Ortaleza.

## Sinopsis
Dading se centra en Ricardo, un hombre abiertamente gay que carga a su amiga y enamoradora secreta Beth, quien se enamoró e impregnó de JM y se fue a los Estados Unidos después de ser obligada por su madre. Años después, Carding ayuda a Beth a criar a su hija, quien amorosamente lo llamó "Dading", una combinación de papá y bading. Desconocido para ellos, JM llegó de los Estados Unidos con su prometida Celine, planeando casarse en Filipinas.

## Elenco

### Elenco principal
- Gabby Eigenmann como Ricardo "Carding / Dading" Gonzales
- Glaiza de Castro como Elizabeth "Beth" Marasigan-Gonzales
- Benjamin Alves como Joemar "JM" Rodriguez
- Chynna Ortaleza como Celine Pacheco-Rodriguez

### Elenco secundario
- Gardo Versoza como Alfredo "Mother Lexi" Ignacio
- Zarah Mae Deligero como Precious M. Rodriguez 
  - Bianca Umali como Precious M. Rodriguez (adolescente)
- Juan Rodrigo como Don Romeo Rodriguez
- Toby Alejar como Bernard Marasigan
- Sharmaine Buencamino como Mila Marasigan
- Mymy Davao como Nenette Velasquez
- Maricel Morales como Madam Therese Santiago
- Almira Muhlach como Veronne Pacheco
- Julia Lee como Sofia
- Elle Ramirez como Glenda
- Zandra Summer como Josie
- Ken Alfonso como Carlo
- Sef Cadayona como Pato
- RJ Padilla como Dindo Enríquez
- Sofia Pablo como Hannah
- Lexter Capili como Bebet